# Laura Osma
Laura Alejandra Salazar Osma (20 de abril de 1995) es una actriz colombiana de cine y televisión, reconocida por sus papeles en las series de televisión Historia de un crimen: Colmenares como Laura Moreno y Fugitivos como Micaela Zárate. En 2017 protagonizó el largometraje Mañana a esta hora e interpretó el papel de Elba Coronado en la serie de televisión estadounidense El Chapo. Obtuvo una nominación a los Premios TV y Novelas en 2015 en la categoría Actriz de Reparto Favorita por su participación en Fugitivos.

## Carrera

### Inicios y década de 2010
Osma empezó a interesarse en el teatro desde su infancia. Junto con su madre, la productora de cine y televisión Carolina Osma, viajó a San Antonio de los Baños, Cuba, donde realizó algunos talleres de actuación. En su adolescencia se trasladó a Buenos Aires para estudiar en la escuela de la directora Nora Moseinco.
Tras regresar a su país natal, debutó en la televisión colombiana en la serie Mentiras perfectas. Acto seguido interpretó el papel de Micaela en la serie Fugitivos, logrando el reconocimiento nacional. En 2015 tuvo una pequeña aparición en la telenovela biográfica Diomedes, El Cacique de La Junta y un año después protagonizó el largometraje de Lina Rodríguez Mañana a esta hora, interpretando el papel de Adelaida. En 2017 integró el reparto de dos producciones, el largometraje La defensa del dragón y la serie de televisión El Chapo.
En 2019 interpretó el papel de Laura Moreno en la serie de televisión de Netflix Historia de un crimen: Colmenares, basada en el reconocido Caso Colmenares en el que perdió la vida en extrañas circunstancias el joven estudiante de veinte años Luis Andrés Colmenares. Ese mismo año protagonizó la serie de Teleantioquia La primípara, interpretando el papel de Valeria.

### Década de 2020 y actualidad
En 2022 interpretó el papel de Clara en el seriado de Netflix Goles en contra, acerca de la carrera y las circunstancias que rodearon el asesinato del futbolista colombiano Andrés Escobar.

## Plano personal
Laura es hija de la productora de cine y televisión Carolina Osma. Durante el rodaje de la serie Historia de un crimen, Osma empezó una relación sentimental con el veterano actor colombiano Enrique Carriazo.

## Filmografía

### Televisión
| Año       | Título                            | Personaje      | Canal              |
| --------- | --------------------------------- | -------------- | ------------------ |
| 2022      | Blocco 181                        | Bea            | Sky Atlantic       |
| 2022      | Goles en contra                   | Clara          | Netflix            |
| 2021      | Interiores                        | Camila         | Canal Capital      |
| 2019      | La primípara                      | Valeria        | Teleantioquia      |
| 2019      | Historia de un crimen: Colmenares | Laura Moreno   | Netflix            |
| 2018      | El Chapo                          | Elba Coronado  | Univisión          |
| 2017      | La Nocturna                       | Yadira         | Caracol Televisión |
| 2016      | Sin senos sí hay paraíso          | Presa          | Telemundo          |
| 2015      | Diomedes, el Cacique de la Junta  | Mirna          | Canal RCN          |
| 2014      | Fugitivos                         | Micaela Zárate | Caracol Televisión |
| 2013-2014 | Mentiras perfectas                |                | Caracol Televisión |

### Cine
| Año  | Título                        | Notas        |
| ---- | ----------------------------- | ------------ |
| 2024 | Del otro lado del jardín      |              |
| 2024 | Pimpinero: sangre y gasolina  | Diana        |
| 2020 | La virgen, la vieja, el viaje | Rocio        |
| 2017 | La defensa del dragón         |              |
| 2016 | Mañana a esta hora            | Adelaida     |
| 2015 | Confined                      | Cortometraje |